# Apaven
Apaven (in armeno Ապավեն?, in passato Sarkar) è un comune dell'Armenia di 137 abitanti (2008) della provincia di Lori.